# Jessie (Toy Story)
Jessie es una de las personajes principales de la saga de Toy Story 2, Toy Story 3 y Toy Story 4. Es una juguete antropomórfico femenino, su cabello es pelirrojo y está formado por una trenza con un lazo. Es alta, delgada, con ojos verdes y tez clara.
En la Navidad de 1999, el Wall Street Journal la denominó, junto con el Oloroso Pepe, como uno de los juguetes más exitosos de la temporada. En la película, es un juguete poco común, modelo de un personaje de la serie de televisión: "Woody's Roundup", donde los personajes incluidos son el Sheriff Woody, Jessie, Pete Stinky (también conocido como Pete), Bullseye (Perdigón en España y Tiro al Blanco en Latinoamérica), el fiel caballo y amigo de Woody. 
Jessie tiene un carácter similar al representado en el programa de televisión: es enérgica, valiente, atlética, expresiva, pasional y risueña. Sin embargo, bajo su fachada alegre lleva una gran tristeza debido a su historia personal. Fue abandonada por su dueña de toda la vida; Emily, quien la donó al crecer, dejándola con una desconfianza hacia los niños. Los años que pasó en almacenamiento han hecho de ella alguien solitaria y triste, generándole un miedo marcado hacia la oscuridad y al abandono. Estas experiencias han dejado una marca en ella, manifestándose en ataques de hiperventilación cuando se encuentra en espacios cerrados y oscuros, signos claros de claustrofobia.
Jessie anhelaba volver a ser fuente de alegría para un niño y este deseo se hace realidad al final de Toy Story 2 cuando Andy; el niño al que pertenece Woody, la acoge junto a Bullseye (Perdigón en España y Tiro al Blanco en Latinoamérica). En esta película conoce a Buzz Lightyear, quien se siente atraído hacia ella.
En Toy Story 3, mientras que ella sigue mostrando signos de temor al almacenamiento en la oscuridad y a ser abandonada, se muestra deprimida tras creer erróneamente junto a los demás juguetes que Andy los ha desechado. Sin embargo, en el resto de la película se le puede ver segura de sí misma, siendo leal a sus amigos y afrontando sus miedos. En esta cinta se puede apreciar el comienzo del desarrollo de una relación romántica con Buzz Lightyear.
Vuelve a aparecer en el cortometraje "Hawaiian Vacation", que se ha añadido a Cars 2 junto a Woody, Buzz Lightyear y sus amigos.
Jessie también hace un cameo en Monsters, Inc, como uno de los juguetes de Boo. En octubre del 2000, Jessie recibió el premio Patsy Montana al Artista del Museo Nacional Cowgirl y Salón de la Fama. El personaje ha sido interpretado  por Devon Dawson en vivo en el escenario, como invitada de jinetes en el cielo, en su concierto y toca la guitarra.
1. ↑  Hanks, Tom; Allen, Tim; Cusack, Joan (4 de febrero de 2000), Toy Story 2, Walt Disney Pictures, Pixar Animation Studios, consultado el 13 de junio de 2024.
2. ↑  Crystal, Billy; Goodman, John; Gibbs, Mary (8 de febrero de 2002), Monsters, Inc., Pixar Animation Studios, Walt Disney Pictures, consultado el 13 de junio de 2024.
3. ↑  «Jessie (Toy Story)». Los diccionarios y las enciclopedias sobre el Académico. Consultado el 1 de septiembre de 2023.
4. ↑  DJBarchs (21 de febrero de 2014). «Cameos Pixar en Monsters Inc. y Monsters University». DJBarchs. Consultado el 1 de septiembre de 2023.
5. ↑  «Jessie (Toy Story) : definición de Jessie (Toy Story) y sinónimos de Jessie (Toy Story) (español)». diccionario.sensagent.com. Consultado el 1 de septiembre de 2023.

## Voz
Joan Cusack es la voz de Jessie en todas las películas (versión original), mientras que Mary Kay Bergman expresó sus yodels y "Woody Roundup" de televisión de voz en Toy Story 2. Bergman murió justo antes de que Toy Story 2 fuera estrenada, por lo que la película fue dedicada a ella. Su voz cantada es interpretada por Sarah McLachlan. (Versión original)